# Edgar Guest
Edgar Guest, Edgar Albert Guest, född 20 augusti 1881 i Birmingham, Storbritannien, död 5 augusti 1959 i Detroit, Michigan, USA. Var en produktiv poet. Han blev naturaliserad amerikansk medborgare när hans familj flyttade till Detroit 1881.